# コブラ (特殊部隊)
EKOコブラ（ドイツ語: Einsatzkommando Cobra）は、オーストリア連邦内務省の対テロ特殊部隊。

## 来歴

### GKの創設
1967年の第三次中東戦争の際に、ソビエト連邦はイスラエルとの国交を断絶した。また国内では反シオニズムキャンペーンが展開され、東側諸国に住むユダヤ人（アシュケナジム）への人種差別が急激に増大したことで、国外への移民（アリーヤー）は加速度的に増加し、1960年代にはわずか4,000人だったのに対して、1970年代には25万人となった。
これらの移民の相当部分が列車でオーストリアに入国し、ウィーン国際空港からエル・アル航空機でイスラエルに飛び立つまでの間、バーデン郡シェーナウに所在する移民センターに滞在していた。1972年のミュンヘンオリンピック事件もあって、これらの移民を警護するための対テロ作戦部隊として、1973年5月1日、連邦内務省（BM.I）は、連邦憲兵隊の隷下にバート・フェスラウ憲兵コマンドー（Gendarmeriekommando Bad Vöslau, GK）を創設した。

### GEK・EKOへの改編
1970年代中盤、オーストリアでは2度に渡って人質事件が発生し、GKも出動したものの、いずれも政府は強硬策を避けて、要求に屈していた。しかし他国では、イスラエル国防軍のエンテベ空港奇襲作戦（1976年）、GSG-9のルフトハンザ航空181便ハイジャック事件（1977年）のように特殊部隊の突入を成功させていた。このことから、1978年、GKを対テロ作戦に対応できるように増強改編して、突撃コマンドー憲兵隊（GEK）「コブラ」が設置された。この改編の際には、GSG-9やサイェレット・マトカルからの支援を受けている。
2001年のアメリカ同時多発テロ事件を受けて、2002年、オーストリアは対テロ資産の再編成を決定した。これにより、GEKを基幹として、機動出動コマンド（MEK）や特殊作戦班（SEG）など、計23個の特殊部隊が統合された。部隊は突撃コマンドー部隊（EKO）「コブラ」に改称され、内務省の直轄下となった。また2013年にも指揮系統が再編され、司令部機構として内務省に特殊部隊局が設置されるとともに、対テロ捜査班、爆発物処理班、監視チームが統合された。

## 編制

### 組織

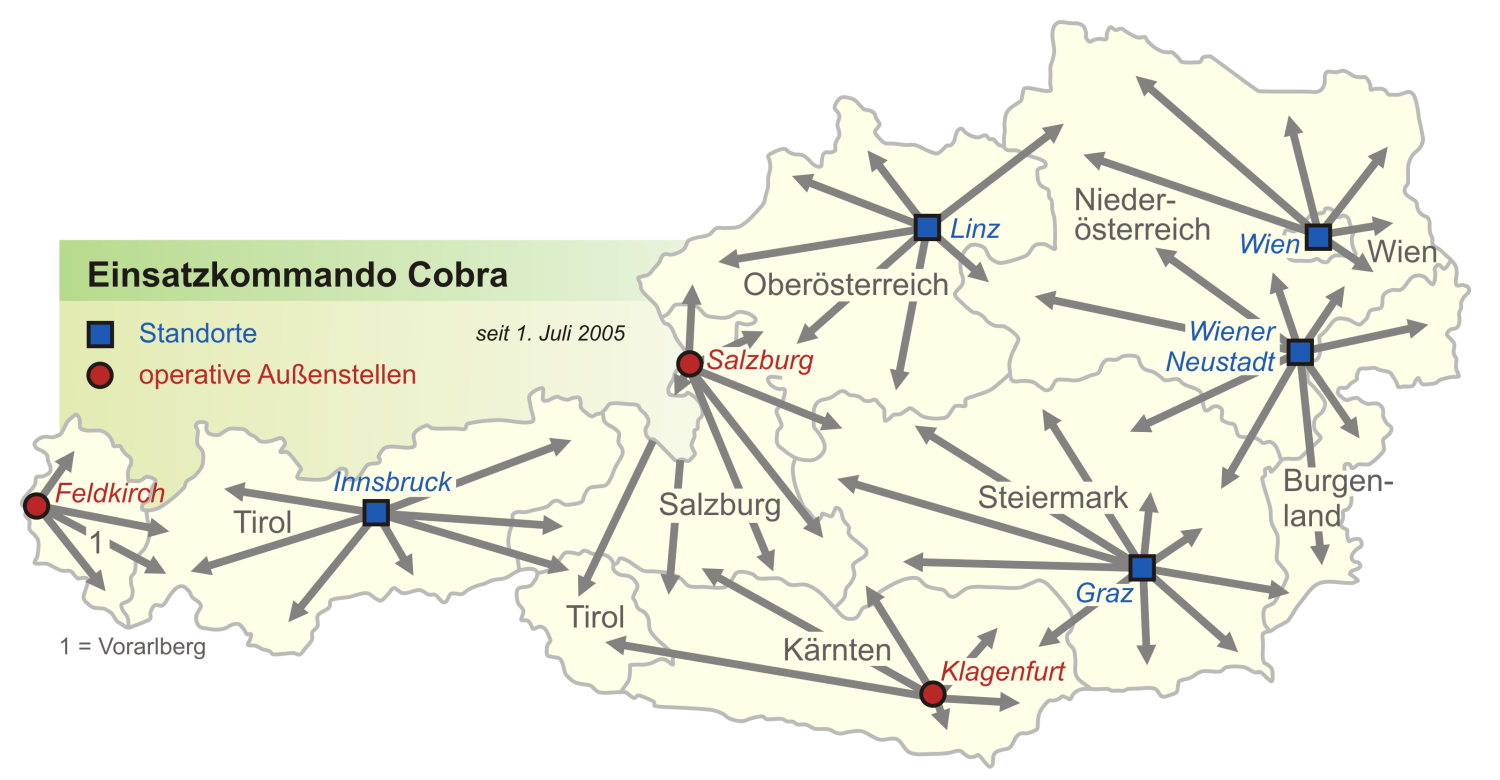
拠点の配置図

2013年の再編以後、EKOコブラは、対テロ捜査班、爆発物処理班、監視チームとともに、連邦内務省（BM.I）公共安全総局（GDföS）において、特殊部隊局（Direktion für Spezialeinheiten, DSE）の指揮下にある。
2000年代初頭、EKOとして改編された直後の時点では、コブラの隊員は合計170名、うち60名は教官や装備の専門家で、残る110名がウィーナー・ノイシュタットの治安部隊センターで即応体制をとっていた。その後、2013年の再編によって、対テロ作戦要員は700名を越え、オーストリア全土での作戦行動に対応できるようになった。
部隊は5ヶ所の基地（ウィーナー・ノイシュタット、ウィーン、グラーツ、リンツ、インスブルック）および3ヶ所の事務所（ケルンテン、ザルツブルク、フォアアールベルク）を拠点として、全土のどの場所にも70分以内に緊急展開できる体制を整えている。
EKOの出動回数は極めて多く、2015年だけでも、1,052件の介入作戦、1,800件以上の警護任務を実施した。

### 人材
隊員は、オーストリア連邦警察から募集され、選抜される。志願者には医学・心理学・体力のテストが課される。厳しい選抜基準に合格したものだけが、計1,200時間・6ヶ月に及ぶ基礎教育訓練を経て、実施部隊に配属される。
本部隊は、あらゆる交通機関への高い突入能力で知られており、このために、戦闘泳者やパラシュート降下の専門チームも設置された。特に、山岳国というオーストリアの地勢もあって、登攀や高所でのロープを使用した戦闘技術は高く評価されており、アトラスネットワークでは、ビルの襲撃作戦についての戦技研究を担当している。

### 装備
- グロック17
- マニューリン MR 73
- H&K MP5
- H&K MP7
- ブリュッガー&トーメ APC
- フランキ・スパス12
- レミントンM870
- ステアーAUG
- ステアーSSG
- H&K HK69

## 活動史
創設直後の1973年9月28日には、さっそく、パレスチナ・ゲリラによる人質事件が発生した（マルヒェック人質事件）。オーストリア政府は冒険を避けて解放策を採ったため、現場に出動した憲兵コマンドーには出番がなかったものの、これで一躍有名になった。
1975年に、ジャッカルとパレスチナ解放人民戦線のテロリストがウィーンの石油輸出国機構（OPEC）本部を襲撃した際も (OPEC siege) 、憲兵コマンドーは出動したものの、やはりオーストリア当局は介入作戦に踏み切れず、既に3人の犠牲者が出ていたにもかかわらず、オーストリア政府は身代金を支払い、カルロスとテロリストは逃亡した。
1996年には、アエロフロート・ロシア航空のTu-154で、ナイフで武装したナイジェリア人がハイジャックを試みた。しかし同機には犯人護送中のGEK隊員4人が便乗しており、ハイジャック犯は速やかに制圧された。これは対テロ部隊が飛行中の飛行機で事件を解決した唯一の例であり、ウラジーミル・プーチン大統領はGEK隊員に勲章を贈った。